# Drăgănești-Olt
Drăgănești-Olt este un oraș în județul Olt, Muntenia, România, format din localitatea componentă Drăgănești-Olt (reședința), și din satul Comani. Este situat în zona de contact a Câmpiei Boian cu lunca și terasele de pe stânga râului Olt la 100 de metri altitudine.
În localitate au fost descoperite vestigii neolitice și daco-romane. Localitatea a fost menționată documentar în anul 1526, fiind declarat oraș în anul 1968.
Este un renumit centru viticol cu un potențial agricol important. În localitate se află Muzeul de istorie, precum și biserica „Sfântul Nicolae și Cuvioasa Paraschieva”, realizată în anul 1775.

## Istoric
Cercetările arheologice ale Muzeului Câmpiei Boianului au condus la concluzia că în a doua jumătate a mileniului I era noastră, au existat pe vatra actuală a orașului Drăgănești-Olt mai multe așezări mici, ale populației autohtone, care de-a lungul evului mediu au format satele Peretu, Drăgănești și Comani. Aceste sate erau așezate în poienile codrilor seculari aproape de izvoarele cișmelelor de astăzi.Vetrele unor asemenea sate s-au aflat în următoarele zone: Schitul Vechi Comani, valea Jugăliei, în punctul Săliște, perimetrul străzilor Căpitan Drăgănescu și Morii, așezarea situată între străzile Speranței și Dealului, așezarea din strada Militari punctul Bâzăreni și așezarea din zona abatorului (I.R.I.C.). Urmărind evoluția acestor așezări s-a constatat o concentrare treptată a populației către zonele cu cele mai bune surse de apă și teren care să le permită construirea locuințelor.
După secolul al X-lea, populația s-a grupat în trei centre distincte care vor alcătui satele Comani, Peretu (Uibărești) și Drăgănești-Olt.
Legătura dintre aceste sate s-a făcut pe un drum care mergea paralel cu Sâiul. Această cale este marcată și astăzi de bisericile satelor care erau construite în centrul comunităților. Vechiul drum de la Dudu la Slatina însoțea apa Oltului șerpuind pe ultima terasă.
Drumul ce leagă astăzi bisericile era drumul de legătură dintre sate.
Lângă biserica din centrul satului se află casa obștei și școala. În unele sate școala a funcționat pe lângă biserică sau în casa obștei. În Peretu, școala a funcționat la început în casa sfatului ce se afla lângă biserică și mult mai târziu în local propriu.
Satul, până la Cuza, când s-au ales primarii, era condus de un pârcălab alături de care se afla preotul și juri comunali. Preotul și pârcălabul erau datori să citească și să prelucreze obștiei publicațiile ocârmuirii, tot ei păstrau cutia obștei cu veniturile cetățenilor. Chiverniseala banilor adunați în cutia obștei se făcea de către un grup de săteni și proprietarul satului. Cetățenii cei mai cinstiți, în număr de șase împreună cu preotul aveau grijă de această cutie. Cutia era închisă cu două chei, una la pârcălab și alta la preot. După 1845 preotul a fost numit și în comisia care recenza tinerii de 20 de ani pentru contribuția acestora în folosul obștei. În fiecare sat era o judecătorie de împăcăciune alcătuită din preotul satului și trei jurați aleși de locuitori câte unul din toate cele trei etape (de frunte, de mijloc, de coadă). Sediul judecătoriei era la preot acasă. Actul de împăcăciune era scris de preot și semnat de cei trei jurați (și prin punerea degetelor). Satul avea și o magazie de rezervă. Cheile și evidența magaziei erau la preot. Oamenii care călătoreau aveau răvașe scrise și semnate de preot și aleșii satului.
Începând cu anul 1829 preotul ținea evidența populației din sat. Lunar evidența era predată zapciului plășii și mai departe Divanului. Pe lângă acestea preotul strângea veniturile pentru dotarea bisericii. Așa au fost organizate și obștile din satele Peretu, Drăgănești și Comani până în anul 1860 când au devenit comune. Dintre cetățenii aflați în fruntea obștilor acestor sate până în 1860 amintim sătenii: Barbu Ștefănescu, Dobre și Marin Onescu, Radu Untaru, Dincă Cântărețu, Nae Stănescu, Marin Iliescu, Radu Mândroc, Dobre Anca, Ion Marin, preoții Marin, Scarlat, Grigore, Kostandin, Radu și Barbu. Nae Pieptănaru a fost numit primul primar al comunei Drăgănești, iar la Comani - Marin Tobescu. După Nae Pieptănaru a urmat Costache Popescu care a condus treburile obștei drăgăneștilor în mai multe rânduri totalizând 36 de ani, iar la Comani Nicolae Dumitrescu - 45 de ani. Între anii 1860-1968 au fost numiți în funcții de primari ai comunei Drăgănești 63 de cetățeni, iar la Comani tot pentru această perioadă 20 de cetățeni. Ultimii primari ai comunelor Drăgănești și Comani, înainte de unificarea din 1968 au fost Popescu Alexandru pentru Drăgănești și Vasile Trăsnea pentru Comani.
Adunările populare pentru constituirea Consiliului Popular al orașului Drăgănești-Olt au început la 1 iulie 1968, când comuna Drăgănești a devenit oraș, iar comuna Comani sat aparținător. Din informațiile culese, Primăria Comunei Drăgănești a avut sediul în Str. Sâiului, azi Str. Dudești și mai târziu într-un local nou construit în 1936 situat pe șoseaua principală, azi strada N. Titulescu în zona în care se află sediul poștei actuale. Pentru satul Comani primăria s-a aflat pe drumul principal al comunei în apropierea bisericii cu hramul Sf. Împărați Constantin și Elena. Pretura Drăgănești a avut un sediu propriu construit în 1925 și se află pe strada Nicolae Titulescu la nr. 216.

## Demografie
Componența etnică a orașului Drăgănești-Olt
     Români (78,69%)
     Romi (8,05%)
     Alte etnii (0,13%)
     Necunoscută (13,13%)
Componența confesională a orașului Drăgănești-Olt
     Ortodocși (84,56%)
     Alte religii (1,13%)
     Necunoscută (14,31%)
Conform recensământului efectuat în 2021, populația orașului Drăgănești-Olt se ridică la 9.721 de locuitori, în scădere față de recensământul anterior din 2011, când fuseseră înregistrați 10.894 de locuitori. Majoritatea locuitorilor sunt români (78,69%), cu o minoritate de romi (8,05%), iar pentru 13,13% nu se cunoaște apartenența etnică. Din punct de vedere confesional, majoritatea locuitorilor sunt ortodocși (84,56%), iar pentru 14,31% nu se cunoaște apartenența confesională.
030006000900012.00015.0001977199220022011populațiePopulația istorică din Drăgănești-Olt
Date: Recensăminte sau birourile de statistică - grafică realizată de Wikipedia

## Politică și administrație
Orașul Drăgănești-Olt este administrat de un primar și un consiliu local compus din 17 consilieri. Primarul, Marian-Viorel Tudorică[*], de la Partidul Național Liberal, este în funcție din octombrie 2020. Începând cu alegerile locale din 2024, consiliul local are următoarea componență pe partide politice:
|  | Partid                          | Consilieri | Componența Consiliului | Componența Consiliului | Componența Consiliului | Componența Consiliului | Componența Consiliului | Componența Consiliului | Componența Consiliului | Componența Consiliului |
|  | ------------------------------- | ---------- | ---------------------- | ---------------------- | ---------------------- | ---------------------- | ---------------------- | ---------------------- | ---------------------- | ---------------------- |
|  | Partidul Național Liberal       | 8          |                        |                        |                        |                        |                        |                        |                        |                        |
|  | Partidul Social Democrat        | 8          |                        |                        |                        |                        |                        |                        |                        |                        |
|  | Alianța pentru Unirea Românilor | 1          |                        |                        |                        |                        |                        |                        |                        |                        |

## Personalități
La Drăgănesti-Olt s-a născut fotbalistul Daniel Oprița, care a evoluat la echipele FC Steaua București și FC Dinamo București. În satul Comani, acum aparținând de orașul Drăgănești, s-a născut cunoscuta cântăreață de muzică populară, Ileana Constantinescu.
Una dintre cele mai vechi familii de vază ale orașului este cea a lui Spiru Tănăsescu, magistrat. A fost judecător in Caracal si Slatina, iar din aprilie 1930 a fost președintele Judecătoriei Petroșani, județul Hunedoara.
Livius Demetriu Teiușanu, primul atașat militar la Washington, s-a născut la 1 septembrie 1888, într-o familie foarte bogată a unui preot din Drăgănești, Olt, a început școala militară la 1908, fiind selectat după numai un an să-și continue studiile timp de trei ani la o Școală de Ofițeri din Germania, la Infanterie. De altfel, a urmat mai multe școli pentru tot atâtea ramuri ale armatei, specializându-se în țară și străinătate.
A luptat pe front în Primul Război Mondial, ca ofițer, în cadrul cohortei de cercetași „Domnul Tudor“,  sub comanda sa având-o și pe eroina Ecaterina Tedoroiu. În timpul luptelor armatei române din Campania anului 1916, Teiușanu a dat dovadă de mult eroism, chiar dacă a rămas fără mâna dreaptă. A stat o perioadă în spital, lăsat la vatră,  după care s-a reîntors pe câmpul de luptă. El a decedat în 1963 in Drăgănești-Olt.
Spiru Tănăsescu a avut doi băieți si o fată. Alexandru, născut la Drăgănești-Olt la data de 25 mai 1914 a fost încorporat cu gradul de sergent major și a participat la cel de Al Doilea Război Mondial în cadrul Regimentului 19 Infanterie din Caracal, de la 30 octombrie 1941 până la 10 mai 1945. A fost licențiat în Drept și a funcționat ca notar la Dăneasa. Prizonier in Crimeea, a evadat si, ajuns acasă, a fost arestat de comuniști și trimis la Canal, „vinovat” fiindcă făcea parte dintr-o familie de boieri.
Celălalt fiu, Nicolae, a urmat Școala Pregătitoare de Ofițeri de Cavalerie „Regele Ferdinand I” de la Târgoviște până la 1 noiembrie 1932. Conform tradiției din familie, a fost și el licențiat în drept.
Ileana, fiica născută în ianuarie 1909, a absolvit Filologia devenind profesoară de limba română.
Casa familiei Tanasescu este astăzi monument istoric, fiind locuită de moștenitori.

## Trăsăturile fizionomice ale așezării
Orașul Drăgănești-Olt este o așezare liniară care se desfășoară de o parte și de alta a drumului național 47 Slatina - Turnu-Măgurele pe o distanță de 8 km împreună cu cartierul aparținător Comani. Această șosea de pe zona localității Drăgănești se numește strada N. Titulescu, iar pe zona cartierului Comani - General Teiușanu Livius. Mai mult de jumătate din străzile orașului sunt modernizate. Fizionomia locuințelor este aceeași în tot orașul. Se deosebesc numai câteva zone:
- Zona centrului vechi de pe strada N. Titulescu cuprinsă între străzile Elena Dendea și Oltului;
- Zona centrului nou cuprinsă între strada Morii și strada Hotarului;
- Zona cartierului Comani - pe tot cuprinsul străzii General Teiușanu Livius. Străzile cartierului sunt într-o stare precară, primarii nedându-și interesul îndeajuns de mult în legătură cu cartierul. Strada N.Titulescu ce leaga cartierul Comani de orasul Draganesti Olt si strada Oltului au fost reabilitate in timpul mandatului de primar al domnului Rotaru Pantelie .Tot in aceiasi perioada(anul 2015) a fost asfaltata si strada Oltului din orasul Draganesti Olt.Casele tradiționale au un plan de construcție cu două, trei și mai multe încăperi. Distribuția lor este tipică zonei de câmpie a Munteniei și Olteniei.
Sunt tot mai rare casele bătrânești, specifice zonei, predominând construcții moderne. Curțile caselor sunt mari, ocupația de bază a locuitorilor este agricultura. În zona centrului vechi se mai află câteva case ale vechilor târgoveți. Acestea au doua niveluri și prezintă o arhitectură specifică începutului de secol XX. În zona centrului nou se află arhitectura tipică urbanismului epocii socialiste.
În oraș locuitorii au case noi în proporție de 80%. Toate locuințele sunt proprietate particulară.
Densitatea medie a clădirilor în vatra orașului este de 7 clădiri la hectar. În zona centrală sunt peste 10 clădiri la hectar. Aproximativ 75% din clădirile orașului au un singur nivel.